# 横浜にぎわい座
横浜にぎわい座（よこはまにぎわいざ）は、神奈川県横浜市中区に位置する横浜市立の大衆芸能専門館。正式名称は横浜市芸能センター（よこはましげいのうセンター）。指定管理者制度に基づき、公益財団法人横浜市芸術文化振興財団が管理・運営している。

## 概要
2002年4月13日に開場。初代館長は玉置宏（ - 2010年2月11日）。2010年7月より2代目館長に地元横浜市出身・在住でにぎわい座設立にも関わった落語芸術協会会長・桂歌丸（ - 2018年7月2日）。3代目館長は開業当初からチーフプロデューサーを務めてきた布目英一（2019年7月1日 - ）。芸能ホール座席は1階席280席、2階席111席、計391席（桟敷席・ベンチ席を含む）。

### 創設
1859年の横浜港開港後、横浜には日本中から人が集まり、同時に娯楽が求められるようになった。1880年に「見世物興行場」が指定され、多くの芝居小屋や寄席が賑町（にぎわいちょう、現：伊勢佐木町3・4丁目界隈）に開業した。オッペケペー節で有名な川上一座や、福井一座などが人気を博した。日ノ出町生まれの劇作家、長谷川伸の「横浜音頭」は、東京でも興行が開催された。大正時代、横浜座では、連鎖劇（ひとつの舞台を演劇と映画で構成する）が話題になる。横山エンタツと花菱アチャコのコンビも、賑座の後継である朝日座で公演し人気をさらった。2代目館長の桂歌丸も賑町で育った。しかし、ラジオや映画・テレビなどの新しい娯楽が台頭し始めると、次第に芝居小屋や寄席は姿を消していった。
横浜高速鉄道みなとみらい線の開業（2004年2月1日）に伴う東急東横線桜木町駅の廃止が決定されると、街の活気が失われることを心配する地域住民から、「野毛に寄席をつくり、笑いの力で街おこしをしたい」という声があがり、桂歌丸が横浜市に寄席の建設を要望した。
2002年、当時の高秀秀信市長によって、横浜中税務署跡地に、横浜にぎわい座がオープンした。
2020年、新型コロナ感染予防に関する緊急事態宣言とそれに伴う営業自粛要請を受け、4月1日～6月30日は休館となった。7月1日から感染防止の対策を講じ、定員を限定した上で興行を再開している。

### 施設

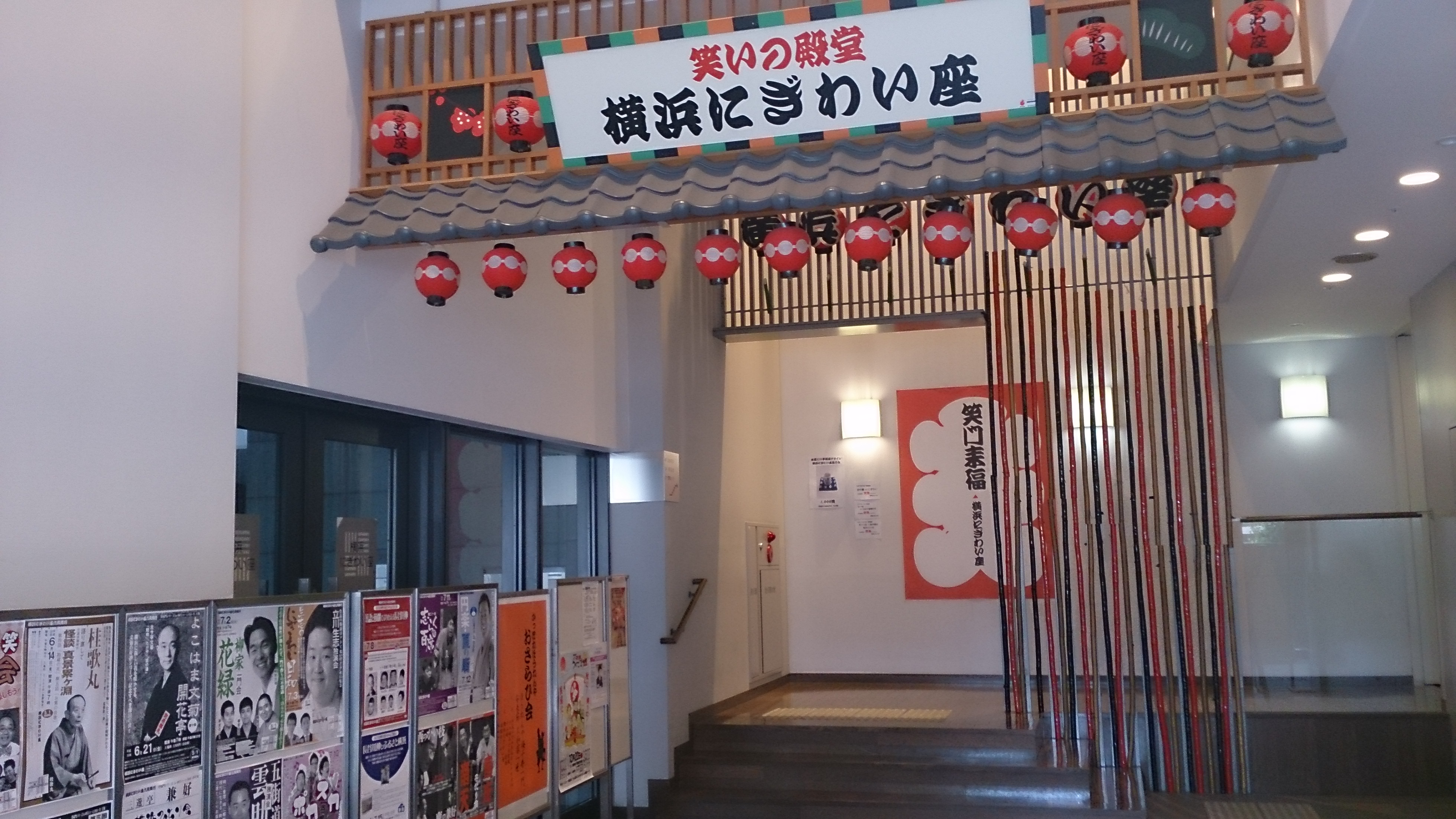
横浜にぎわい座 1Fエントランスホール

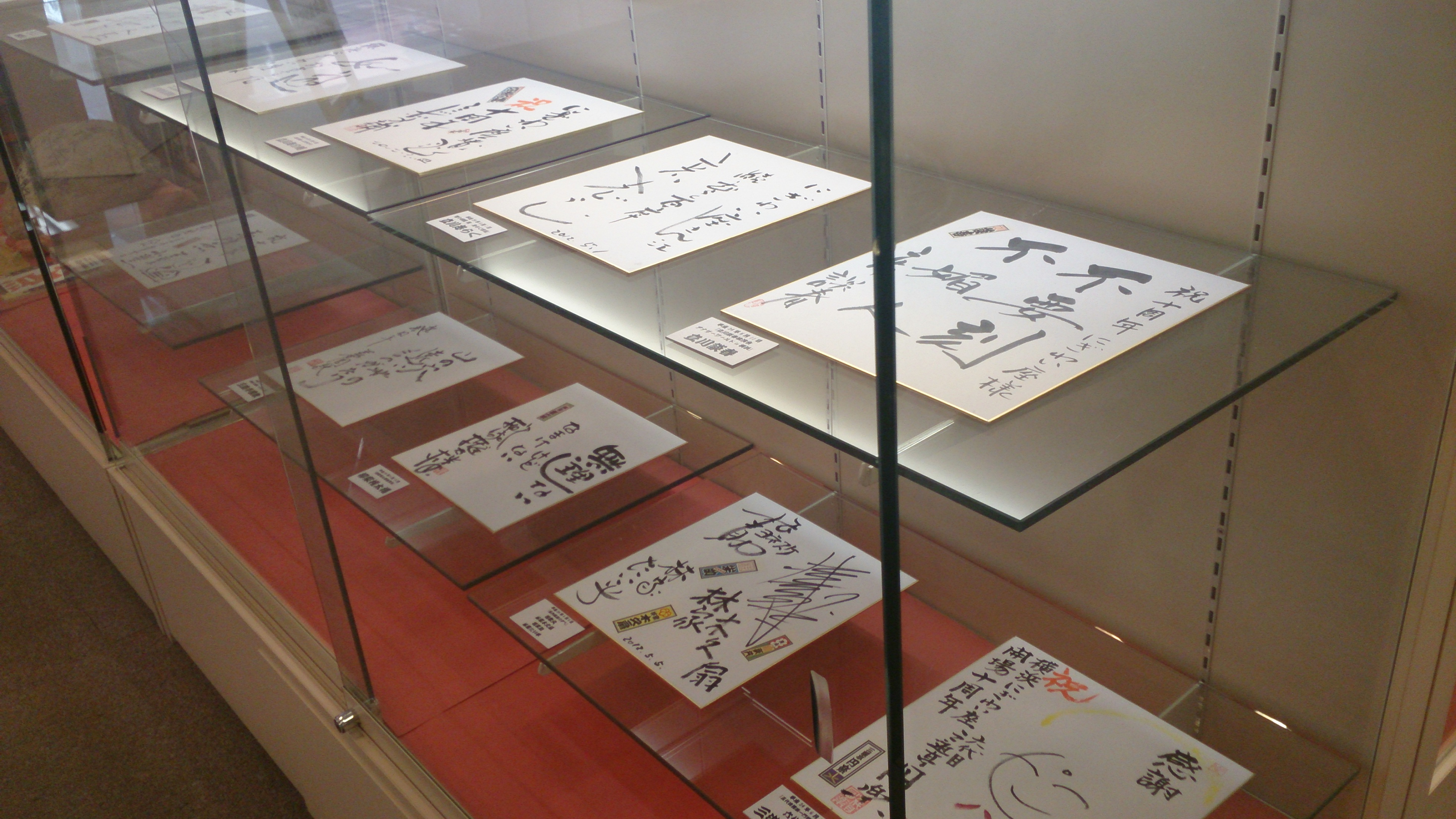
落語家や芸人のサインの展示（横浜にぎわい座 2F）

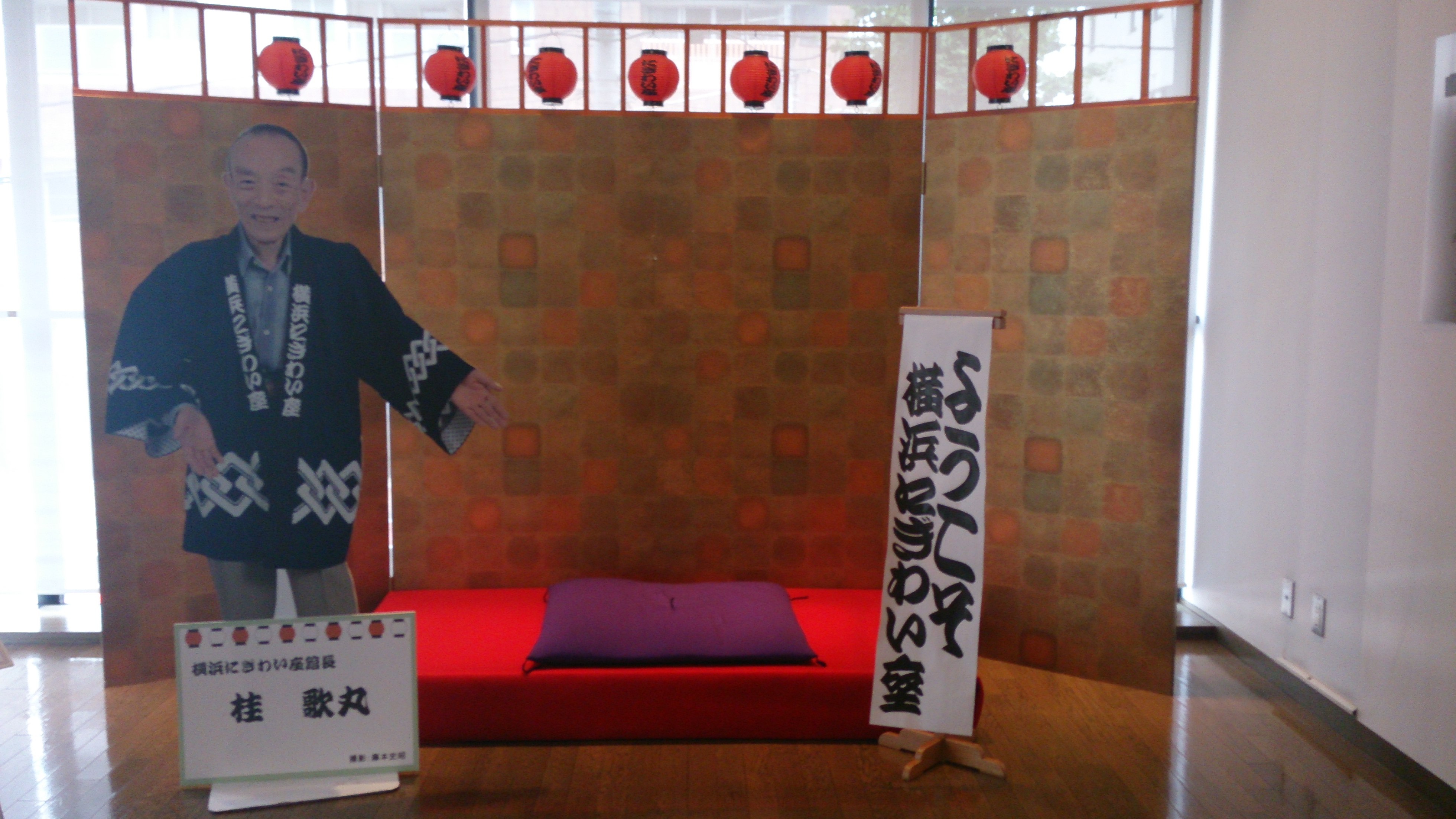
桂歌丸館長との記念撮影コーナー（横浜にぎわい座 2F）

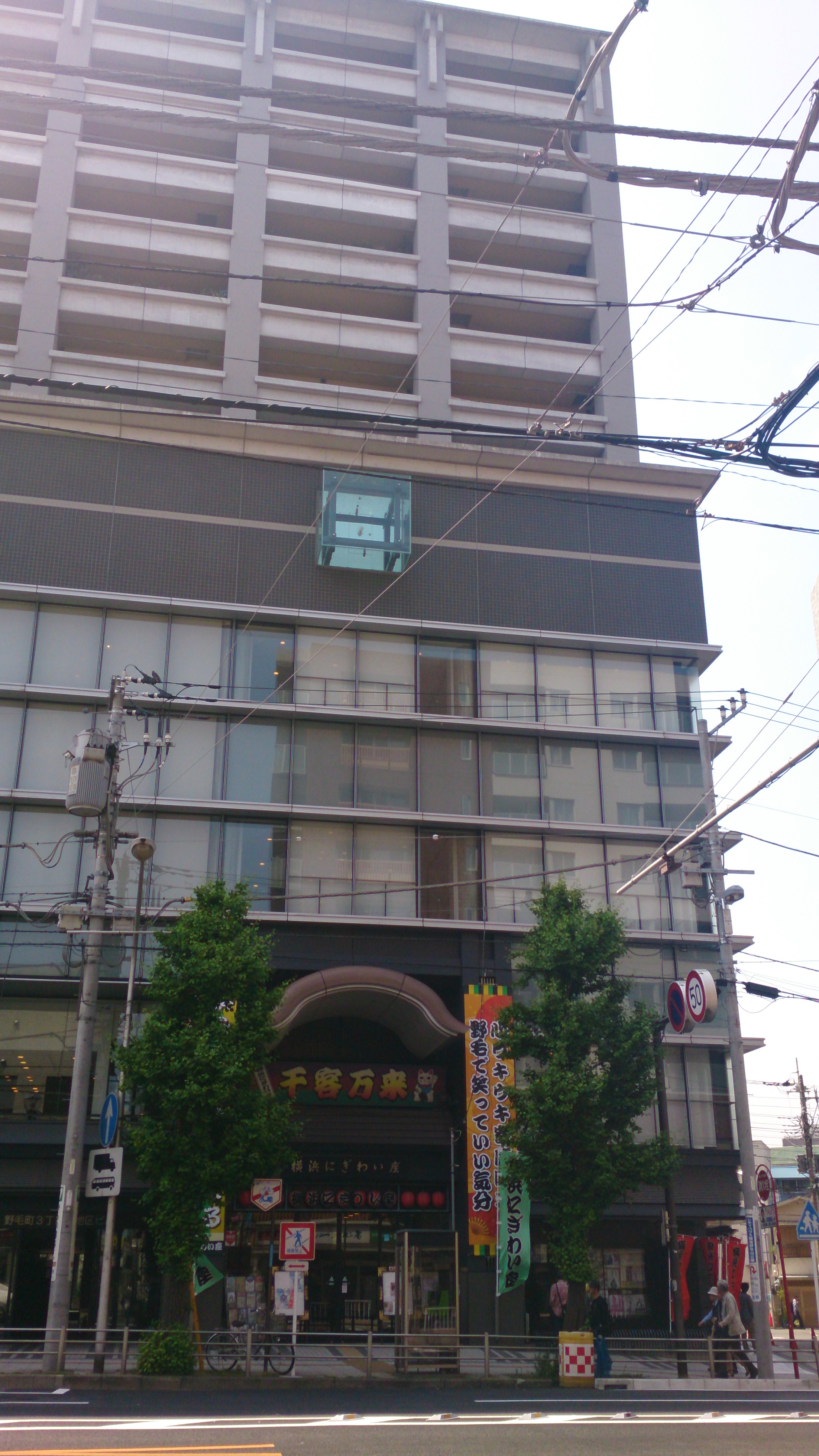
櫓のオブジェと唐破風の屋根（横浜にぎわい座）

横浜にぎわい座は、中税務署跡地の再開発ビルの地上5階から地下2階にあり、寄席芸から大道芸、奇術などあらゆる大衆芸能に対応できる施設として建設された。建物入り口上部の外壁には、江戸時代に興行を許可された芝居小屋が掲げていた印である櫓を模した現代的なオブジェが据えつけられており、現代的なアルミ鋳物で作られた寺社のような唐破風の入り口屋根も特徴的で、大衆芸能の持つ雰囲気を演出している。
演者のめくりなどを書いているのは、寄席文字橘流の橘右雀。
- 3・4F：芸能ホール（3Fには売店も設置してある）
- 2F：総合案内（チケット販売・施設利用受付）、情報コーナー（関東地区の落語会やショーなどのチラシ置き場・資料展示・落語家を中心とした芸人のサイン色紙や、作品系イベントの展示スペースとしても活用される）、記念撮影コーナー
- 1F：エントランス（入り口）、店舗
- B2F：のげシャーレ（小ホール）

## テレビ収録
日本テレビ系列『笑点』の兄弟番組で、CS放送日テレプラスの番組である『笑点Jr.』の公開収録会場としても知られていた。地上波の笑点も2003年に日本テレビ放送網開局50周年記念として収録（地方公開録画扱い・同年6月8日・15日放送）が行われた。『笑点Jr.』終了後は、同じCS放送日テレプラスの番組である『らくらくゴーゴー!』や、時代劇専門チャンネルの『名作傑作落語選』の収録も行われていた。

## その他

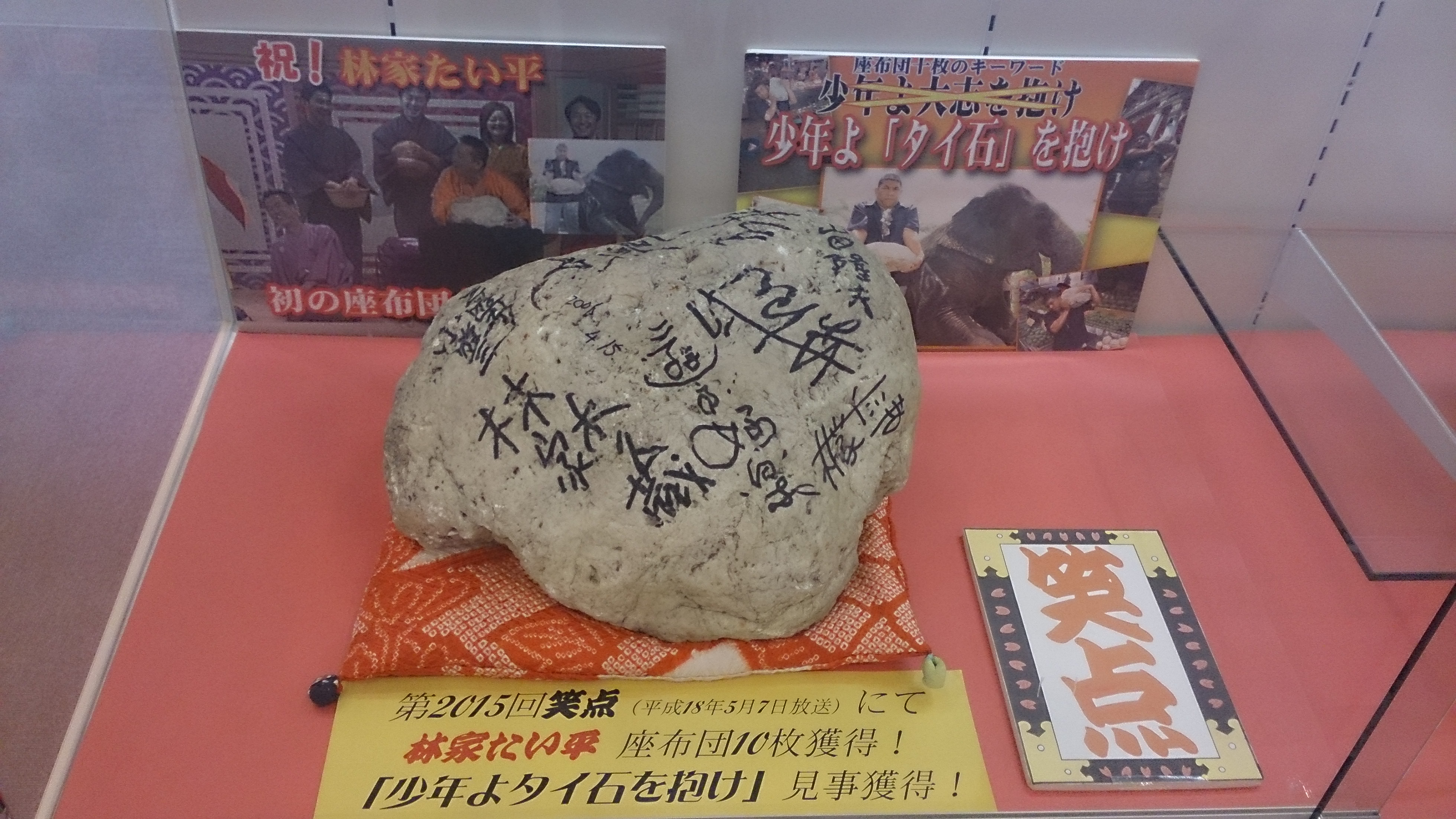
タイの石（林家たい平が座布団10枚を獲得した際の賞品）

演芸資料館には、当番組のレギュラーである林家たい平が『笑点』の大喜利で初めて座布団10枚を獲得した際の賞品である「タイの石」が展示されている（2006年5月7日放送分）。
初代館長の玉置宏を八代亜紀が描いた「T氏の肖像」は玉置が館長在籍時には館長室に飾られていたが、2023年12月に八代が亡くなり、追悼として2階展示コーナーで特別展示された。

## 交通
- 東日本旅客鉄道根岸線・横浜市営地下鉄　桜木町駅
- 京浜急行電鉄　日ノ出町駅
- 横浜市営バス　野毛大通り停留所
- 江ノ電バス　桜木町停留所

## 利用状況
芸能ホールは月の前半（1日～15日）は寄席（にぎわい座主催公演）として使用される。
後半（毎月16日以降）は貸しホールとして日舞・演劇・コンサートなど多彩な用途で使用される。
のげシャーレ（小ホール）は、若手真打・二ツ目などによる企画や、若手の演出家の作品発表の場として使用されているほか、月を通しての貸しホールとしてプロレス興行（主に大日本プロレス）に貸し出されることもある（ちなみに『笑点』の収録会場である後楽園ホールもプロレス会場として著名である）。

## 歴代館長
- 玉置宏（2002年4月 - 2010年2月）- 玉置を歌手の八代亜紀が描いた「T氏の肖像」は館長在籍時に館長室に飾られていたが、2023年12月に八代が亡くなり、追悼として2階展示コーナーで特別展示された[11]。
- 桂歌丸（2010年7月 - 2018年7月）
- 布目英一（2019年7月 - ） 1960年、横浜市金沢区生まれ[12]。 演芸評論家。芝清之のあとを引き継ぎ「月刊浪曲」編集長を務める。東京新聞に演芸評を執筆。創設時より横浜にぎわい座の公演制作に携わり、チーフプロデューサーを長年務めている[3][13]。

## 周辺
- 横浜能楽堂
- 野毛町
- 野毛山公園
- 野毛山動物園
- 掃部山公園
- 紅葉坂
- 横浜市中央図書館
- 神奈川県立音楽堂
- 神奈川県立図書館
- 神奈川県立青少年センター
- 桜木町
- 日ノ出町
- 横浜みなとみらい21